# Alan Stephenson Boyd

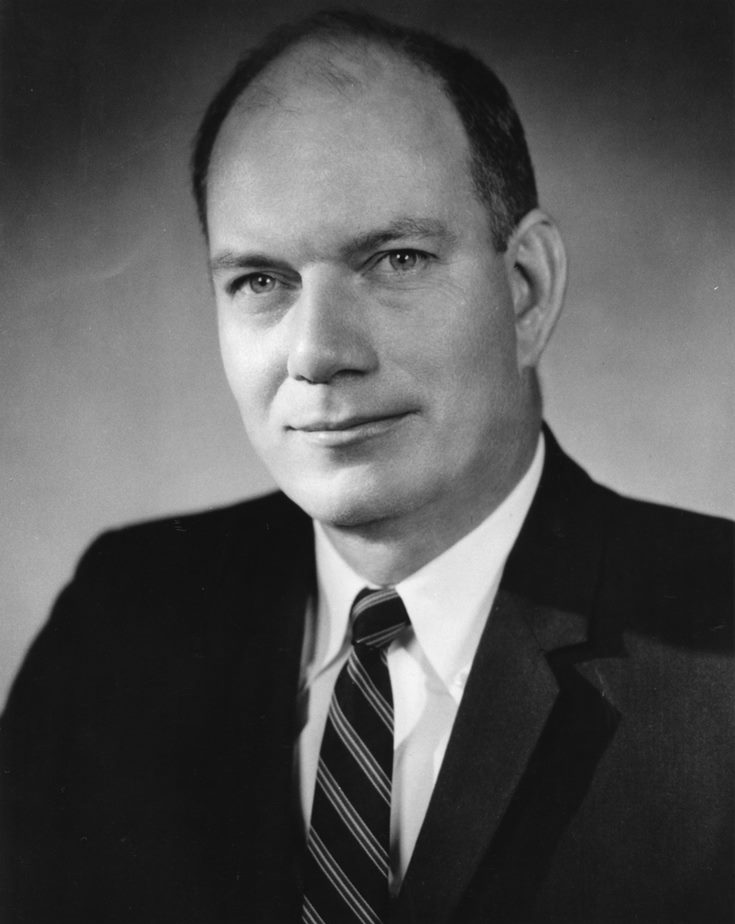
Alan Stephenson Boyd

Alan Stephenson Boyd (* 20. Juli 1922 in Jacksonville, Florida; † 18. Oktober 2020 in Seattle, Washington) war von 1967 bis 1969 der erste Verkehrsminister der Vereinigten Staaten. Vor und nach dieser Aufgabe war der Jurist in verschiedenen Verkehrsbehörden und Unternehmen tätig; so war er Präsident von Amtrak, der Bahngesellschaft Illinois Central Railroad und Airbus Industries North America. Er war Mitglied der Demokratischen Partei der Vereinigten Staaten.

## Leben
Alan Stephenson Boyd wurde 1941 an der University of Florida promoviert. Danach diente er während des Zweiten Weltkrieges von 1942 bis 1945 in einem Truppentransportkommando der United States Army Air Forces. An der Law School der University of Virginia erwarb er 1948 den Doktortitel in Jura.
Danach arbeitete Boyd als Anwalt in Florida. Daneben wirkte er in der Florida Railroad and Public Utilities Commission mit, einer Kommission, die die Regulierung im Transportbereich untersuchte.
1959 wurde er von Präsident Dwight D. Eisenhower in die Luftfahrtbehörde Civil Aeronautics Board (CAB) berufen. Unter Eisenhowers Nachfolger John F. Kennedy wurde er Leiter dieser Behörde. In dieser Funktion half er den kränkelnden Fluggesellschaften. So regulierte er die  Flugpreisrabatte und stellte Fördermittel bei der Anbindung kleiner Städte zur Verfügung. 1965 wurde er von Lyndon B. Johnson zum Staatssekretär für Transport ernannt.
Einige von Boyds Maßnahmen wurden von den Gewerkschaften kritisch gesehen. So setzte er durch, dass staatliche Subventionen für den Schiffbau unter gleichzeitiger Aufhebung von Auflagen und Regulierungsvorschriften reduziert wurden. Boyd prangerte das „featherbedding“, das Beschäftigen nicht-betriebsnotwendiger Arbeiter, bei den Eisenbahnen an.
Boyd warb ab September 1965 dafür, die verschiedenen Regierungsbehörden im Verkehrssektor in einem Verkehrsministerium zu vereinen.  Am 16. Januar 1967 wurde Boyd zum ersten Verkehrsminister der Vereinigten Staaten ernannt. Seine erste Aufgabe im Kabinett war die Integration dieser Behörden in das Verkehrsministerium.
Als Minister widmete er sich unter anderem der Modernisierung von Flughäfen, der zivilen Luftüberwachung sowie der Fahrzeugsicherheit inklusive Führerscheinausbildung und Maßnahmen gegen das Fahren unter Alkoholeinfluss. Er begann mit der Umsetzung des von Lady Bird Johnson angeregten Highway-Verschönerungs-Programms (Highway Beautification Act). Zudem war er verantwortlich für das Budget der Interstate Highways, das genutzt wurde, um die Steuererhöhungen von Präsident Johnson vorteilhaft erscheinen zu lassen. Während seiner Amtszeit gelang es ihm andererseits nicht, den Niedergang des Personenverkehrs auf der Schiene zu verhindern. Die von ihm gewährte Förderung reichte nicht aus, um den defizitären Zugbetrieb im bisherigen Umfang aufrechtzuerhalten.
Nach der Wahl von Richard Nixon wurde er am 20. Januar 1969 von seinem Posten entbunden. Er wechselte daraufhin zum 1. April als Präsident zur Bahngesellschaft Illinois Central Railroad. Nachdem die Gesellschaft eine Förderung von 25,2 Millionen Dollar erhielt, kam es zu Untersuchungen, ob diese auf Grund seiner früheren Tätigkeit gezahlt wurde. 1971 war er maßgeblich an der Fusion von IC mit der Gulf, Mobile and Ohio Railroad zur Illinois Central Gulf beteiligt. Auch die Einführung des intermodalen Verkehrs bei der IC/ICG ist auf seine Initiative zurückzuführen. Am 1. April 1976 verließ er das Unternehmen.
Am 1. Juni 1978 wurde er zum Präsidenten der staatlichen Schienenpersonenfernverkehrsgesellschaft Amtrak berufen. Während seiner Amtszeit wurde unter der Vorgabe, den Bundeszuschuss zu reduzieren, das Angebot vom Amtrak weiter eingeschränkt, da auch der überalterte Fahrzeugpark keine Ersatzinvestitionen in großem Umfang zuließ. Trotz der Maßnahmen von Boyd gelang es nicht, das Defizit zu verringern. Unter seiner Führung wurden erste Überlegungen für den Hochgeschwindigkeitsverkehr im Nord-Ost-Korridor und in California angestellt. Zum 30. Juni 1982 trat er zurück.
Im gleichen Jahr wurde er Chairman von Airbus Industries North America, 1986 wurde er Präsident dieses Unternehmens. Diesen Posten hatte er bis zum 1. Dezember 1992 inne. Während seiner Amtszeit wuchs Airbus’ Marktanteil am nordamerikanischen Flugzeugmarkt.
Alan S. Boyd lebte in Edmonds im Bundesstaat Washington.